# Вертолётное ограбление в Вестберге

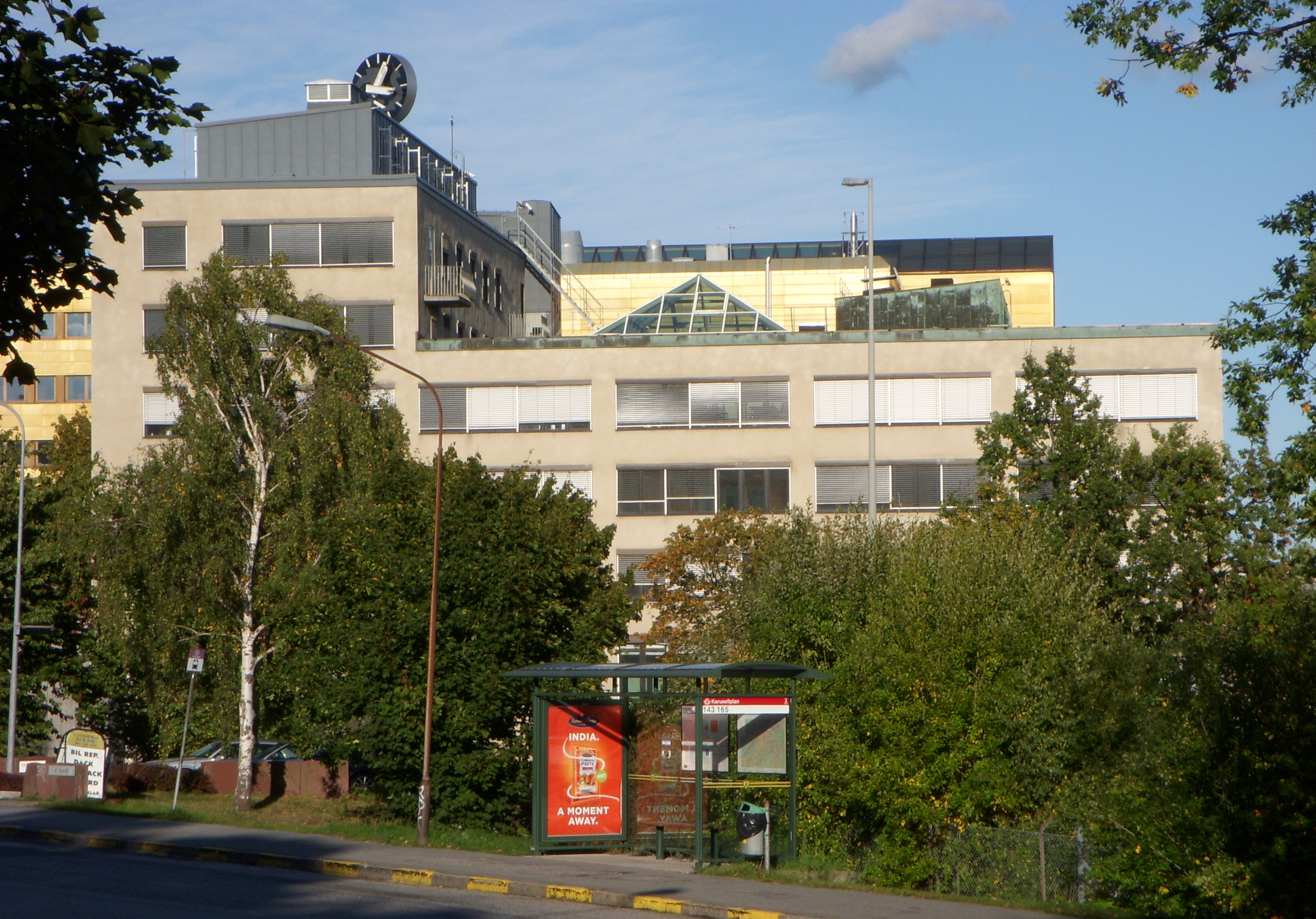
Отделение G4S в Вестберге

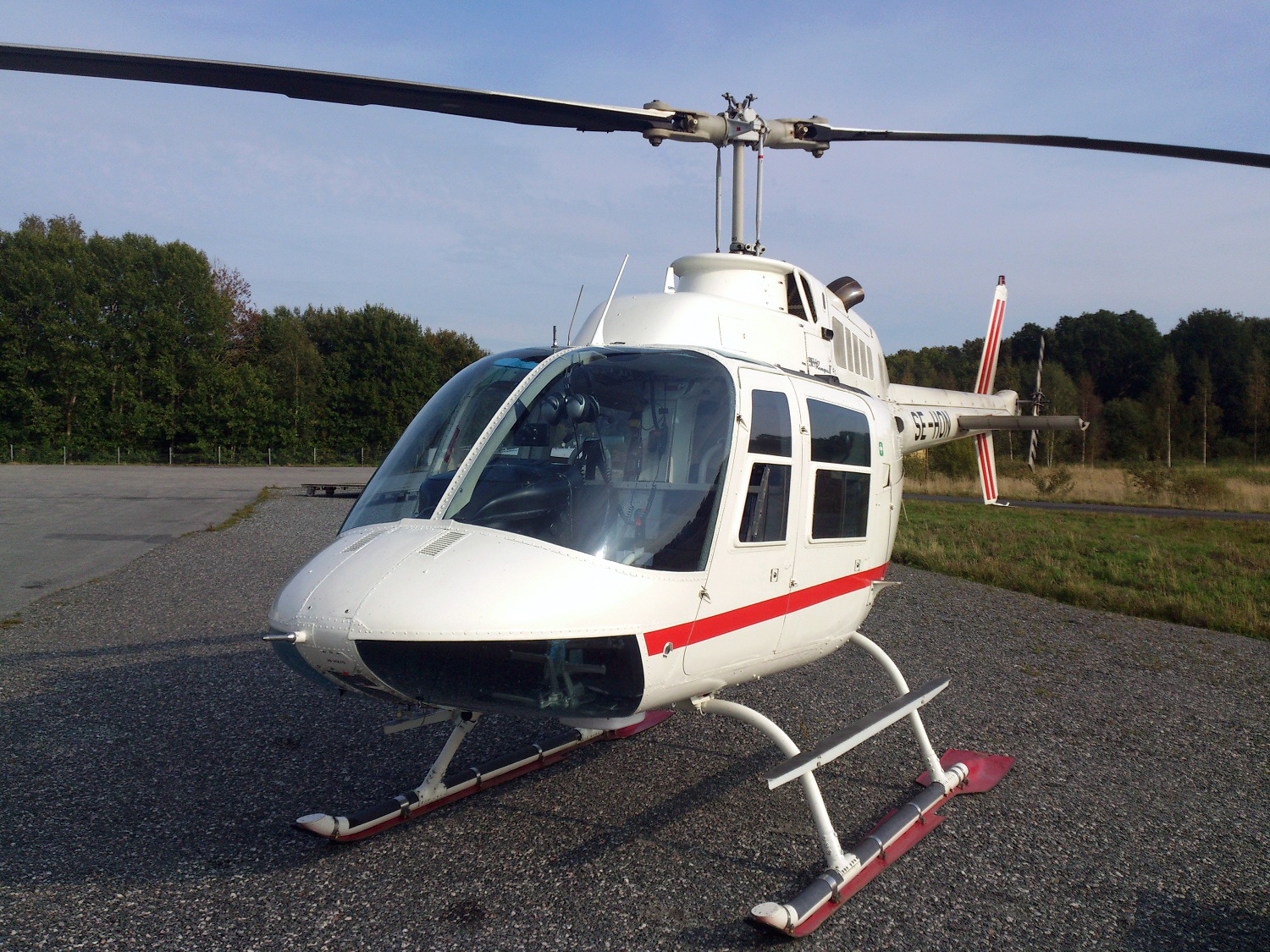
Вертолёт, который использовался при ограблении.

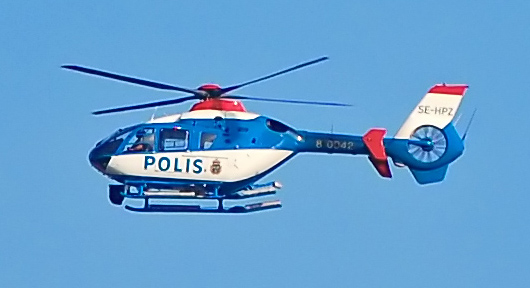
Eurocopter EC135 шведской полиции.

Вертолётное ограбление в Вестберге произошло 23 сентября 2009 года в 05:15 по центральноевропейскому времени, когда было совершено нападение на отделение кассового обслуживания частной охранной компании G4S в Вестберге к югу от Стокгольма, Швеция. Грабители использовали для этого украденный Bell 206 Jet Ranger, который совершил посадку на крыше здания G4S.
Полиция не могла использовать свои собственные вертолёты для преследования грабителей, поскольку рядом с ними были заложены бомбы-ловушки. На следующий день было объявлено вознаграждение в размере 7 миллионов шведских крон любому, у кого есть информация, которая сможет помочь арестовать грабителей и/или вернуть украденное. Это было первое ограбление с использованием вертолёта в истории Швеции.

## События 23 сентября
- Вертолет Bell 206 был угнан с вертолётной базы Рослагенс в Норртелье.
- В 5:15 по центральноевропейскому времени вертолёт совершает посадку на крыше кассового отделения G4S. Три-четыре человека с крыши проникают в здание, кувалдой разбивая армированное стекло. Внутри здания взрываются небольшие бомбы, которые должны были вышибить бронированные двери. Никто из людей не пострадал физически. Проникнув к сейфам, нападавшие загрузили мешки с деньгами в вертолёт. Сумма похищенного неизвестна.
- Шведская полиция прибывает в 05:25, но не вмешивается из-за сообщений об использовании преступниками пистолетов-пулеметов.
- В 05:35 вертолёт взлетает с крыши со всеми грабителями и деньгами на борту.
- Перед ограблением на дорогах вокруг здания кассового отделения были разбросаны рогульки, чтобы предотвратить проезд полицейских машин, а на базе полицейских вертолетов в Мюттинге на острове Вярмдё были установлены бомбы- ловушки.
- Вертолёт приземлился на пляже Канаанбадет[7].
- В 08:15 угнанный грабителями вертолёт был найден на лесной опушке в Скавлётене в Арнинге, в двадцати километрах к северу от Стокгольма.
- Два истребителя JAS 39 Gripen совершали патрулирование над Балтийским морем в момент ограбления, и ВВС Швеции предложили помощь полиции в нейтрализации преступников. От этого предложения отказались, поскольку ограбление было делом гражданским, а не военным.

## Последующие события
Шведская полиция арестовала шестерых мужчин, подозреваемых в причастности к ограблению. Указывалось, что им было от 21 года до 36 лет, но имена не назывались, в соответствии со шведскими законами о конфиденциальности. Министр внутренних дел Сербии Ивица Дачич заявил, что в ограблении принимали участие бывшие бойцы частной охранной компании BIA, созданной бывшими сотрудниками подразделения специальных операций «Красные береты». За месяц до ограбления сербская полиция проинформировала посольство Швеции в Белграде о том, что преступная группа готовит ограбление в Стокгольме, но шведские власти, по-видимому, не смогли эффективно отреагировать на эту информацию. Один из семи осужденных действительно был родом из Сербии.

## Аресты
Шведская полиция быстро установила и арестовала подозреваемых. Через два дня после ограбления Сафа Кадхум вылетел в Доминиканскую Республику, где был арестован местными правоохранительными органами по запросу правительства Швеции, а затем доставлен в Стокгольм на специально зафрахтованном частном самолёте. Александр Эрикссон отправился на Канарские острова. В аэропорту его встретил спецназ шведской полиции. Полиция установила, что руководил ограблением Горан Божович.

## Приговоры
В октябре 2010 года семеро мужчин были приговорены к тюремному заключению за участие в ограблении. С трёх мужчин были сняты все обвинения. Полиция предполагала, что в подготовке преступления могли быть замешаны ещё 10 человек, но их личности установить не удалось.
- Пилот вертолёта Александр Эрикссон (швед): 8 лет лишения свободы.
- Грабитель Сафа Кадхум (Ирак): 8 лет лишения свободы.
- Организатор Чарбель Чарро (сириец): 5 лет лишения свободы.
- Организатор Микаэль Сёдергран (швед): 5 лет лишения свободы.
- Организатор Горан Божович (Черногория): 8 лет лишения свободы.
- Фальсификатор алиби Маркус Аксельссон (швед): 2 года тюремного заключения.
- Фальсификатор алиби Томас Броман (швед): 1 год тюремного заключения[12].

## В популярной культуре
Шведская общественная телекомпания Sveriges Television выпустила шестисерийный документальный фильм на шведском языке под названием Helikopterrånet. Сообщалось, что Netflix планировал выпустить фильм, основанный на событиях ограбления, с Джейком Джилленхолом в главной роли.
После интервью с четырьмя преступниками, заключенными в тюрьму, писатель шведского происхождения Юнас Бонниер опубликовал художественный роман под названием Helikopterrånet.